# 新橙皮苷二氢查耳酮
新橙皮苷二氢查耳酮（Neohesperidosyl dihydrochalcone, Neohesperidin DC, NHDC）是一种从天然柑橘植物中提取到的新橙皮苷氢化而成的黄酮类衍生物，是一种人工甜味剂。二氢查耳酮是一类非常重要的活性成分, 具有抗氧化、抗肿瘤、抗糖尿病、抗菌以及雌激素样作用。在欧洲已被允许作为甜味剂。1997年，新橙皮苷二氢查耳酮被中华人民共和国卫生部列入“食品添加剂使用卫生标准”增补品种，可用于食品工业。其具有强烈的甜味（是蔗糖甜度的1500~1800倍），口感清爽，余味持久，具有极佳的屏蔽苦味的功效。目前由于提炼率较低，价格昂贵，尚未广泛应用于食品行业。

## 简述
新橙皮苷二氢查耳酮在20世纪60年代美国农业部关于寻找减少在柑橘类果汁苦味的香料项目中被发现。新橙皮苷一种苦味化合物。新橙皮苷与氢氧化钾或其他强碱在有催化剂情况下反应进行氢化生成一种阈值甜度约为蔗糖阈值甜度1500倍至1800倍的化合物新橙皮苷二氢查耳酮。同等质量的蔗糖与新橙皮苷二氢查耳酮进行比较，新橙皮苷二氢查耳酮的甜度约为蔗糖的340倍。

## 性质与作用
与其他高倍甜味配醣体如甘草酸、甜叶菊类似，新橙皮苷二氢查耳酮的甜味起效较蔗糖略缓，但持续时间较长。与阿斯巴甜不同，新橙皮苷二氢查耳酮在高温、酸性、碱性的环境下依然稳定，所以可以贮藏较长时间。在良好的贮藏条件下，新橙皮苷二氢查耳酮可被储存长达五年。
新橙皮苷二氢查耳酮在掩盖柑橘苦味（包括柠檬苦素以及柚皮甙）的方面特别有效。
研究已经表明在20ppm及以上强度的情况下，新橙皮苷二氢查耳酮会引起呕吐或偏头痛。但这个研究成果并未被广泛记载, 但在食品科学界已被广泛地知晓, 有建议在接触纯新橙皮苷二氢查耳酮时佩戴外科口罩。

## 各国使用批准情况
欧盟在1994年允许新橙皮苷二氢查耳酮作为甜味剂使用，但尚未被美国允许作为甜味剂使用。新橙皮苷二氢查耳酮从未在美国食品药品监督管理局的GRAS列表上出现。新橙皮苷二氢查耳酮被香精和提取物制造商协会（一个没有法律地位的贸易集团）认为是安全的。新橙皮苷二氢查耳酮在1997年被中华人民共和国卫生部列入“食品添加剂使用卫生标准”增补品种，可用于食品工业。

## 内部链接
- 柚皮苷二氢查耳酮